# Katrin Apel
Pour les articles homonymes, voir Apel.
Katrin Apel, née le 4 mai 1973 à Erfurt, est une biathlète allemande active au niveau international de 1994 à 2007. Lors des Jeux olympiques de Nagano en 1998, elle est médaillée de bronze en sprint puis d'or en relais. En 2002, elle est de nouveau championne olympique en relais à Salt Lake City avant de remporter ses trois premières victoires en Coupe du monde. Elle est aussi triple championne du monde de relais.

## Biographie
Avant de se diriger vers le biathlon en 1995, Apel commence sa carrière sportive dans le ski de fond, remportant une médaille de bronze aux Championnats du monde junior 1993 sur le cinq kilomètres classique. Elle prend part aussi à quelques courses de la Coupe du monde. Du fait de sa non-qualification pour les Jeux olympiques de 1994, elle décide de sa rediriger vers le biathlon.
En 1995-1996, elle effectue sa première saison officielle dans l'élite du biathlon. Elle est sélectionnée pour ses premiers championnats du monde et y remporte deux titres, sur le relais et la course par équipes. De retour sur la Coupe du monde, elle prend la troisième place de l'individuel de Pokljuka, son premier podium individuel.
En 1997, elle conserve son titre de championne du monde avec Simone Greiner-Petter-Memm, Petra Behle et Uschi Disl, soit la même équipe qu'en 1996.
En 1998, elle renoue avec le podium en individuel puisqu'elle décroche la médaille de bronze sur le sprint, accompagnant sa compatriote Disl sur la boite. Elle fait partie de l'équipe allemande de relais remportant le titre olympique.
Lors des Championnats du monde en 1999, elle gagne son troisième et dernier titre sur le relais. Lors de cette saison, elle rentre dans le top dix du classement général de la Coupe du monde avec le huitième rang et deux podiums individuels.
En 2000, elle décroche enfin sa première médaille individuelle en mondial avec l'argent sur le sprint derrière Liv Grete Poirée, en plus d'un autre médaille d'argent sur le relais. 
Aux Jeux olympiques d'hiver de 2002, elle prend au mieux la septième place sur la poursuite individuellement, mais remporte de nouveau l'or sur le relais avec Uschi Disl, Andrea Henkel et Kati Wilhelm. Alors toujours sans podium individuel cette saison, en accumulant ses trois premières victoires à son palmarès en Coupe du monde avec un doublé sprint / poursuite à Lahti et sur le sprint de l'étape renommée d'Holmenkollen, ce qui la propulse au cinquième rang mondial, son meilleur classement. En 2003, elle ne parvient pas à égaler ses dernières saisons et ne monte sur aucun podium. En revanche, en 2004, elle retrouve sa place dans le top 3 à Brezno, puis prend la médaille d'argent de la mass start et la celle de bronze du relais aux Championnats du monde disputés à Oberhof, le lieu de son club local.
En 2005, elle ajoute une quatrième victoire à son total en Coupe du monde en gagnant le sprint de Khanty-Mansiïsk.
Elle continue à obtenir des podiums jusqu'en 2006 et les Jeux olympiques de Turin, où elle collecte sa troisième médaille avec l'argent sur le relais.
En 2007, pour la première fois, elle n'est pas sélectionnée pour les Championnats du monde et décide de prendre sa retraite sportive, elle qui souffre des épaules.

## Palmarès

### Jeux olympiques
| Édition \ Épreuve      | Individuel | Sprint                              | Poursuite                        | Départ en masse                  | Relais                             |
| ---------------------- | ---------- | ----------------------------------- | -------------------------------- | -------------------------------- | ---------------------------------- |
| JO 1998 Nagano         | —          | Médaille de bronze, Jeux olympiques | Épreuve inexistante à cette date | Épreuve inexistante à cette date | Médaille d'or, Jeux olympiques     |
| JO 2002 Salt Lake City | 18e        | 12e                                 | 7e                               | Épreuve inexistante à cette date | Médaille d'or, Jeux olympiques     |
| JO 2006 Turin          | —          | 22e                                 | 11e                              | —                                | Médaille d'argent, Jeux olympiques |

Légende :
- : épreuve inexistante ou non olympique

### Championnats du monde
| Mondiaux \ Épreuve       | individuel        | Sprint                   | Poursuite                        | Départ en masse                  | Relais                    | Relais mixte                     | Course par équipes               |
| 1996 Ruhpolding          | —                 | 31e                      | Épreuve inexistante à cette date | Épreuve inexistante à cette date | Médaille d'or, monde      | Épreuve inexistante à cette date | Médaille d'or, monde             |
| 1997 Osrblie             | —                 | 42e                      | 25e                              | Épreuve inexistante à cette date | Médaille d'or, monde      | Épreuve inexistante à cette date | —                                |
| 1998 Pokljuka Hochfilzen | JO Nagano         | JO Nagano                | 13e                              | Épreuve inexistante à cette date | JO Nagano                 | Épreuve inexistante à cette date | —                                |
| 1999 Kontiolahti Oslo    | 35e               | 19e                      | 22e                              | 9e                               | Médaille d'or, monde      | Épreuve inexistante à cette date | Épreuve inexistante à cette date |
| 2000 Oslo                | 6e                | Médaille d'argent, monde | 4e                               | 5e                               | Médaille d'argent, monde  | Épreuve inexistante à cette date | Épreuve inexistante à cette date |
| 2001 Pokljuka            | 31e               | 4e                       | 8e                               | 15e                              | Médaille d'argent, monde  | Épreuve inexistante à cette date | Épreuve inexistante à cette date |
| 2002 Oslo                | JO Salt Lake City | JO Salt Lake City        | JO Salt Lake City                | 7e                               | JO Salt Lake City         | Épreuve inexistante à cette date | Épreuve inexistante à cette date |
| 2003 Khanty-Mansiïsk     | 36e               | 18e                      | 28e                              | —                                | —                         | Épreuve inexistante à cette date | Épreuve inexistante à cette date |
| 2004 Oberhof             | —                 | 13e                      | 17e                              | Médaille d'argent, monde         | Médaille de bronze, monde | Épreuve inexistante à cette date | Épreuve inexistante à cette date |
| 2005 Hochfilzen          | 33e               | 31e                      | 7e                               | 16e                              | Médaille d'argent, monde  | —                                | Épreuve inexistante à cette date |

Légende :

 : première place, médaille d'or

 : deuxième place, médaille d'argent

 : troisième place, médaille de bronze

 : épreuve inexistante ou absente du programme

— : pas de participation à cette épreuve

### Coupe du monde
- Meilleur classement général : 5e en 2002.
- 18 podiums individuels[3] : 4 victoires, 5 deuxièmes places et 9 troisièmes places.
- 18 victoires en relais.

#### Détail des victoires individuelles
| Saison / Épreuve | Individuel | Sprint                  | Poursuite | Mass start | Total |
| 2001-2002        |            | Lahti Oslo-Holmenkollen | Lahti     |            | 3     |
| 2004-2005        |            | Khanty-Mansiïsk         |           |            | 1     |
| Total            | 0          | 3                       | 1         | 0          | 4     |

#### Classements annuels
| Année | Classement général final |
| 1996  | 33e                      |
| 1997  | 26e                      |
| 1998  | 12e                      |
| 1999  | 8e                       |
| 2000  | 10e                      |
| 2001  | 12e                      |
| 2002  | 5e                       |
| 2003  | 20e                      |
| 2004  | 7e                       |
| 2005  | 8e                       |
| 2006  | 8e                       |
| 2007  | 19e                      |

### Championnats d'Europe
- Médaille de bronze du sprint en 1995.

### Championnats du monde junior de ski de fond
- Médaille d'argent du relais en 1990.
- Médaille de bronze du cinq kilomètres classique en 1993.